# Iwona Oleszyńska
Iwona Oleszyńska (ur. 31 maja 1969 w Katowicach) – polska szpadzistka, medalistka mistrzostw Europy (1991) oraz Letniej Uniwersjady (1989).
Była zawodniczką AZS AWF Katowice i TS Górnik Radlin. Jej największym sukcesem w karierze był brązowy medal mistrzostw Europy w turnieju drużynowym w 1991 (z Anitą Iwańską, Anną Rotkiewicz i Agatą Stępień). W 1989 zdobyła srebrny medal na Uniwersjadzie, również w turnieju drużynowym (razem z Beatą Achenbach, Ewą Kowalczyk, Anną Rotkiewicz i Renatą Wójcicką).
Była mistrzynią Polski w drużynie w 1988 w barwach AZS AWF Katowice oraz dwukrotnie indywidualną wicemistrzynią Polski w barwach Górnika Radlin (1995, 1996). W 2001 zdobyła brązowy medal mistrzostw Polski w turnieju drużynowym (z drużyną AZS AWF Katowice)